# Музей Эрец-Исраэль
Музе́й Э́рец-Исраэ́ль (англ. Eretz Israel Museum; ивр. מוזיאון ארץ ישראל‎) — это  историко-археологический музей, который расположен в районе Тель-Авива Рамат-Авив, в Израиле.

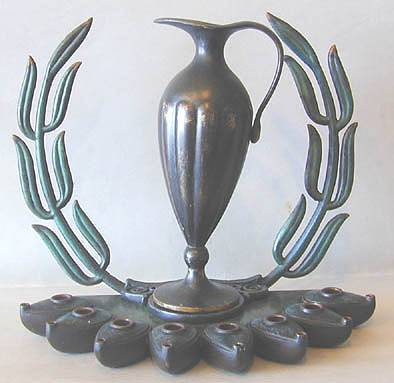
Бронзовая менора с выставки иудаики в музее Эрец-Исраэль. Работа Мориса Аскалона

Музей Эрец-Исраэль, открытый в 1953 году, имеет большую экспозицию археологических, антропологических и исторических артефактов,  собранных в тематических выставочных павильонах: изделия из меди, стекла, керамики; монеты и т.д. В музее также есть планетарий.
Экспозиция «Человек и его работа» демонстрирует древние методы ткачества, помола зерна и выпечки хлеба, ювелирные украшения и глиняную посуду. На территории музея можно ознакомиться с экспозицией археологических раскопок, в ходе которых были обнаружены 12 различных культурных слоёв филистимлянского города Тель-Касиле, построенного в XI веке до н. э. 

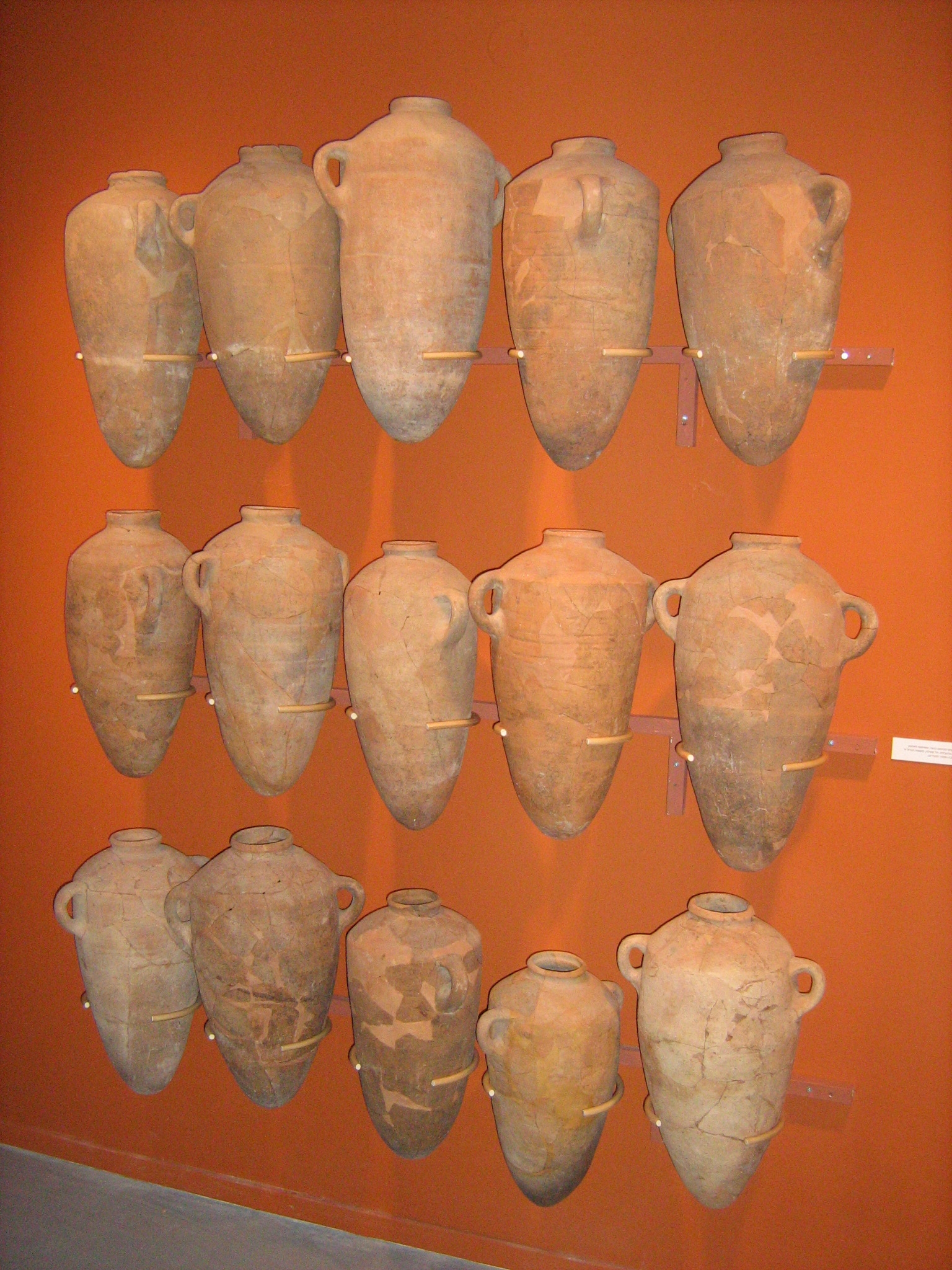
Амфора, обнаруженная в Тель-Касиле

## Павильон Нехуштан
Внутри павильона посетители, оказавшиеся в реконструированной шахте периода энеолита и конца бронзового века, могут увидеть горные инструменты того периода, такие как каменные молотки, кремнёвые ножи и медные долота.
В экспозиции представлены четыре плавильные печи:
- печь в форме чаши эпохи энеолита (4-е тысячелетие до н.э.)
- выпуклая печь конца бронзового века (XIV-XIII вв. до н.э.)
- аутентичная печь конца бронзового века (XII век до н.э.)
- шахтная печь железного века (X век до н.э.).

Остатки стеклоплавильной печи XIII века н.э. были обнаружены в крепости крестоносцев к северу от Акко.

## Павильон Мадианитского храма
В XIV веке до н.э. египетские фараоны направляли экспедиции для добычи руды в Тимну. Вместе с опытными кузнецами из земли мадианской они добывали медь в Тимне до конца XI века до н.э. В этом павильоне находится модель Мадианитского  храма. Особый интерес представляет найденная в храме медная змея с позолоченной головой, которая, возможно, является одним из «непристойных предметов» — библейским Нехуштаном (2Цар. 18:4).

## Павильон стекла
В этом павильоне экспонируются древние стеклянные сосуды. Выставка состоит из трёх разделов, представляющих три этапа в истории производства стекла: эпоху до начала производства выдувного стекла (от позднего Бронзового века до Эллинистического периода — XV—I вв до н. э.), эпоху производства выдувного стекла римского и византийского периодов (I — VII-го века н. э.) и выдувное стекло Исламского периода (VII—XV вв н. э.). В экспозиции представлены два раритетных сосуда — тонкий рог для вина с двумя отверстиями, известный под греческим названием «ритон» и «Синий кувшин Энниона» с подписью его создателя, который жил в первой половине I века нашей эры.

## Филателистический павильон

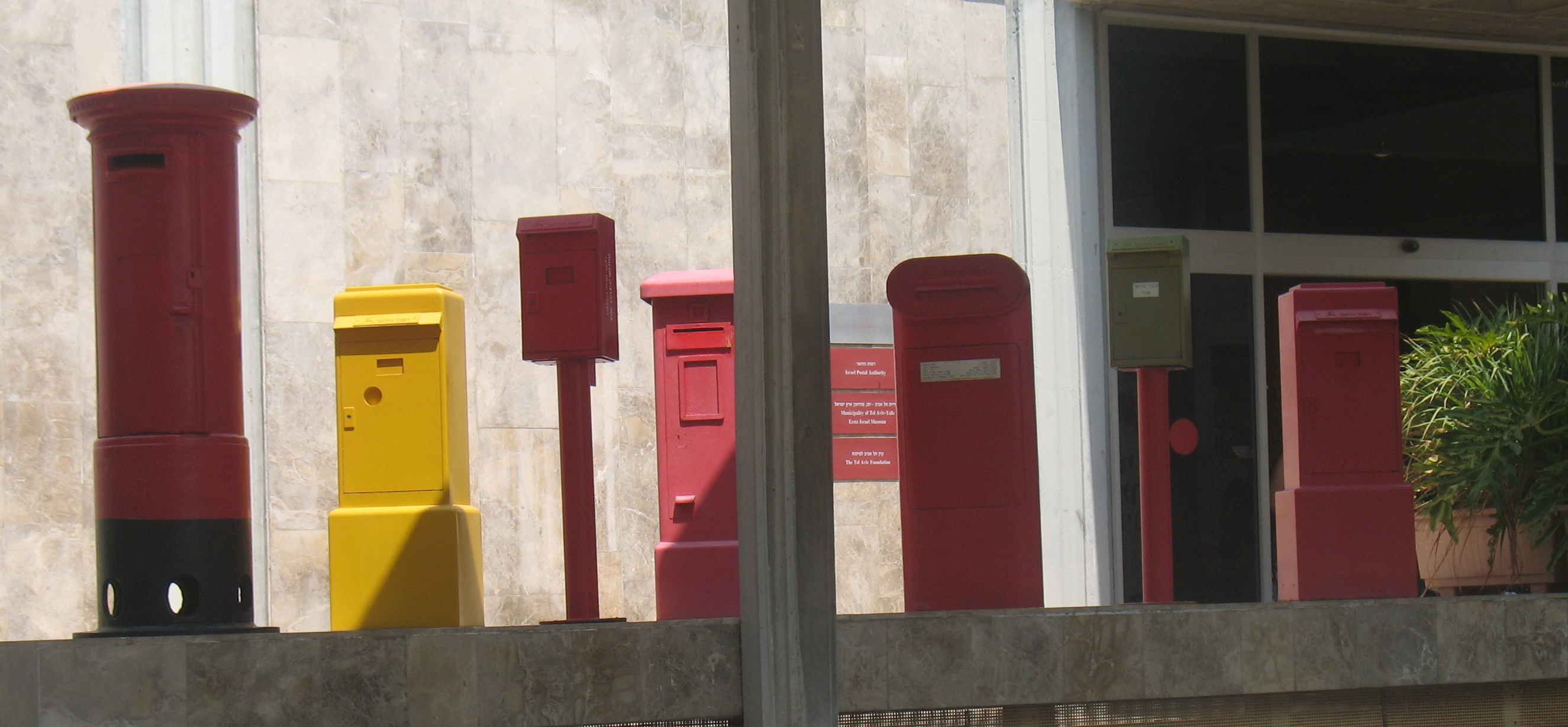
Различные почтовые ящики, используемые Почтовой службой Израиля на протяжении многих лет, на выставке в филателистическом павильоне Музея Эрец-Исраэль

Павильон посвящён истории почтовой службы в Эрец-Исраэль, начиная с середины XIX века до основания государства в 1948 году. На выставке представлены конверты, письма, фотографии, плакаты, почтовые ящики и телефоны, а также почтовый грузовик 1949 года.
Постоянная филателистическая выставка экспонирует ценные и редкие марки.